# Representante de la OSCE para la Libertad de los Medios

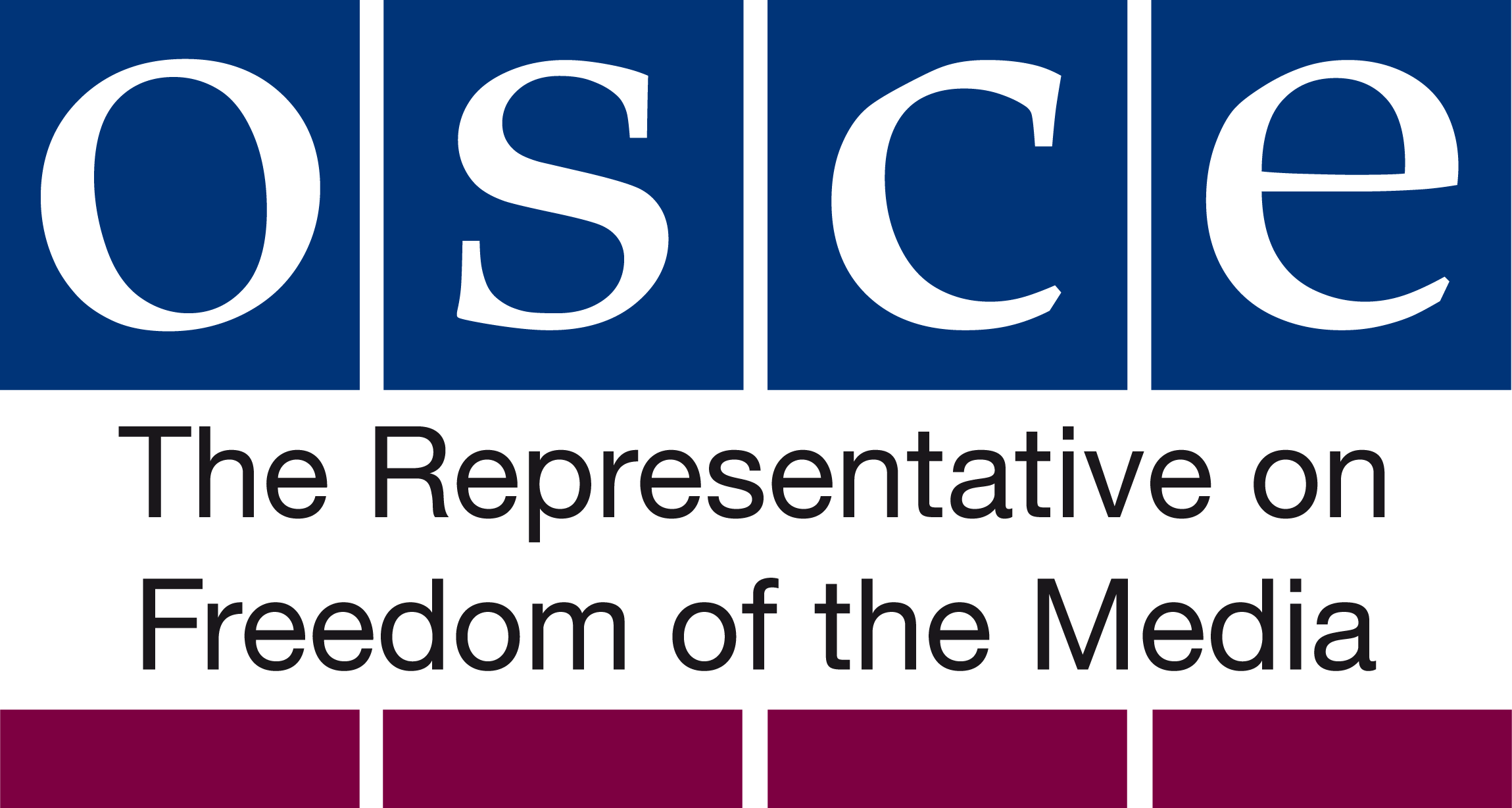
Logotipo del Representante de la OSCE para la Libertad de los Medios de Comunicación.

El representante de la OSCE para la Libertad de los Medios de Comunicación funciona como un observador que monitoriza el desarrollo de los medios de comunicación en los 57 Estados miembros de la Organización para la Seguridad y la Cooperación en Europa (OSCE). El representante emite una alerta temprana ante las violaciones de la libertad de expresión y promueve el pleno cumplimiento de los principios y compromisos de la OSCE en materia de libertad de expresión y libertad de prensa.

## Misión
En los casos en los que se han detectado violaciones graves, el representante trata de ponerse en contacto directo con el Estado acusado y las demás partes implicadas, valora los hechos y trabaja en la resolución del problema. El representante recopila información sobre la situación de los medios a través de una variedad de fuentes, incluidos los Estados miembros de la OSCE, organizaciones no gubernamentales y organizaciones de prensa. El representante se reúne con los gobiernos de los Estados miembros.
La oficina del representante tiene su sede en Viena (Austria) y tiene una plantilla de 15 empleados.
Cada año, la Oficina del Representante emite una declaración conjunta en la que llama la atención sobre sus preocupaciones acerca de la libertad de expresión en el mundo.

## Otras entidades
El Representante de la OSCE es uno de los cuatro mecanismos internacionales para la promoción de la libertad de expresión. Los otros tres son:
- Relatoría Especial de Naciones Unidas para la Libertad de Opinión y de Expresión
- Relatoría Especial para la Libertad de Expresión de la CIDH
- Relatoría Especial para la Libertad de expresión de la Comisión Africana de Derechos Humanos y de los Pueblos

## Lista de representantes
- Freimut Duve (Alemania): 1998–2004
- Miklós Haraszti (Hungría): 2004–2010
- Dunja Mijatović (Bosnia y Herzegovina): 2010–2017
- Harlem Désir: 2017-2020
- Teresa Ribeiro (Portugal): 2020-